# 头孢磺啶
头孢磺啶也称为“头孢磺苄啶”“头孢磺吡苄”或“磺吡苄头孢菌素”，是一种第三代头孢菌素。该抗生素对绿脓杆菌的活性较强，对肠杆菌也有效。